# تیم آکروجت ببرهای تندر

تیم آکروجت ببرهای تندر متعلق به نیروی هوایی جمهوری چین (تایوان) است که در سال ۱۹۵۳ تاسیس شده و تحت نظر نیروی هوایی تایوان اداره میشود.

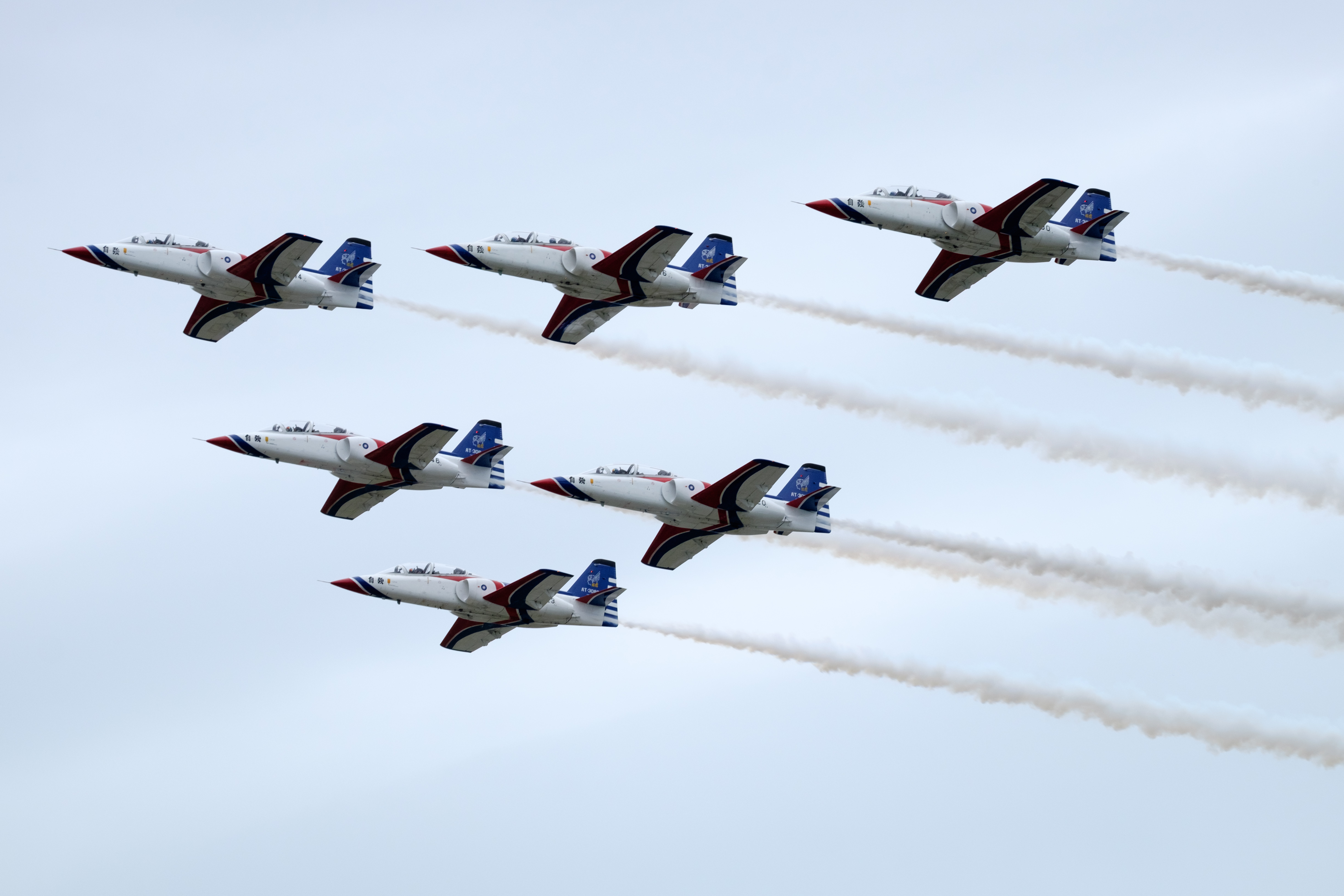
پرواز جمع شش فروند AT-3B تیم ببرهای تندر بر فراز پایگاه هوایی هوالیئن، ۲۰۱۶

## همچنین ببینید
- تاندربردز نیروی هوایی ایالات متحده
- فرشتگان آبی - نیروی دریایی ایالات متحده
- شوالیه های روسی - نیروی هوایی روسیه
- فلش قرمز - نیروی هوایی سلطنتی